# Laberinto Cromovegetal

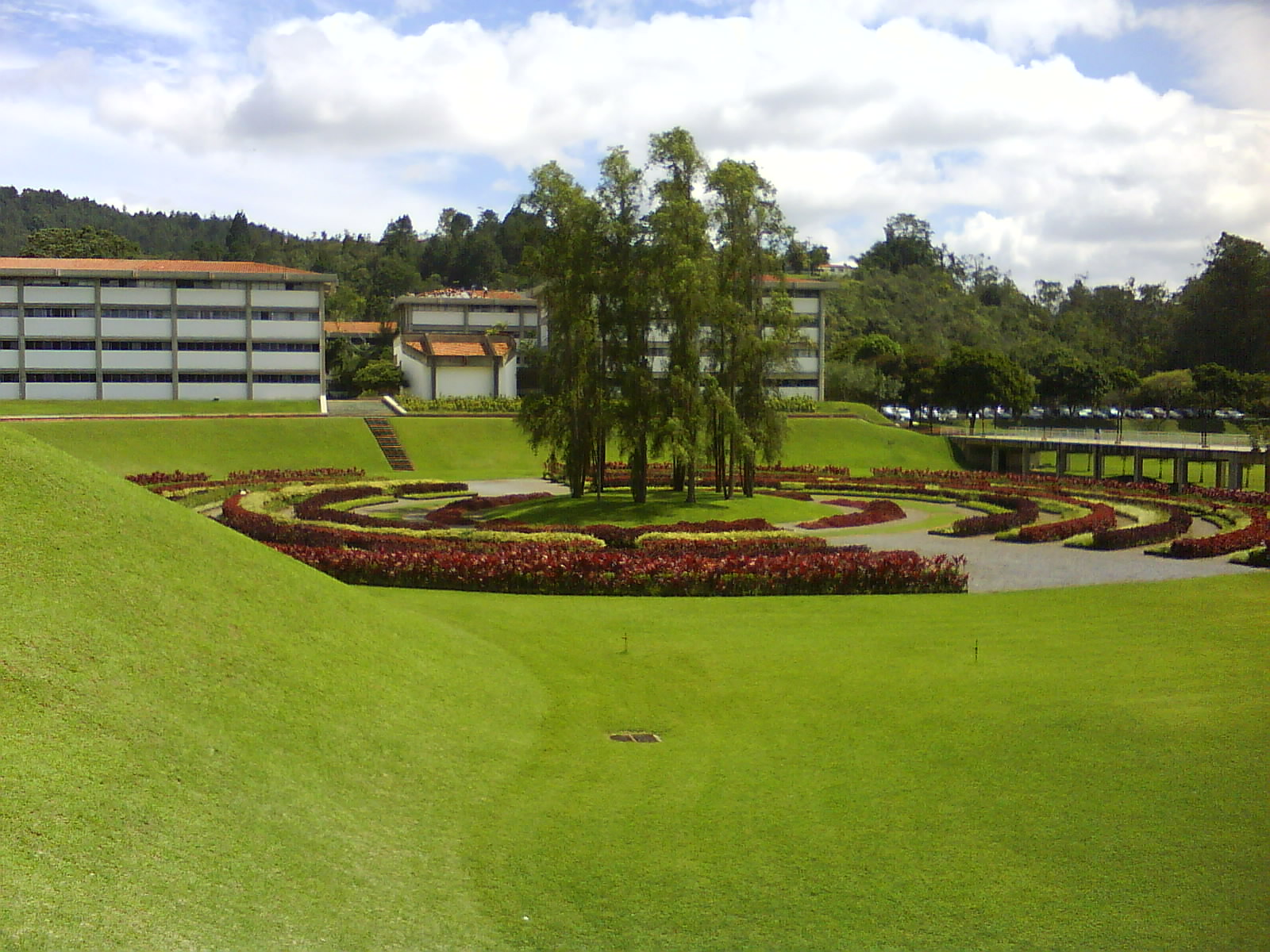
El Jardín Cromovegetal en agosto del 2008

El Laberinto Cromovegetal es una obra diseñada por el artista Carlos Cruz-Diez ubicada en la Universidad Simón Bolívar en Caracas, Venezuela. Consiste en 53.000 plantas organizadas por colores, rojo, verde y amarillo, es una de las obras de arte más grandes del campus y se ha convertido en un símbolo de la universidad.
Es una obra de arte que viva ya que los elementos que la componen son plantas; sobre esto el autor escribió: 

Se diferencia conceptualmente del jardín tradicional en que las plantas y las flores no se han desarrollado en su volumetría natural y espontánea, sino que están conducidas y plantadas para que obedezcan a una estructura geométrica preestablecida, destinada a poner en evidencia los climas cromáticos deseados
Carlos Cruz-Diez

## Historia

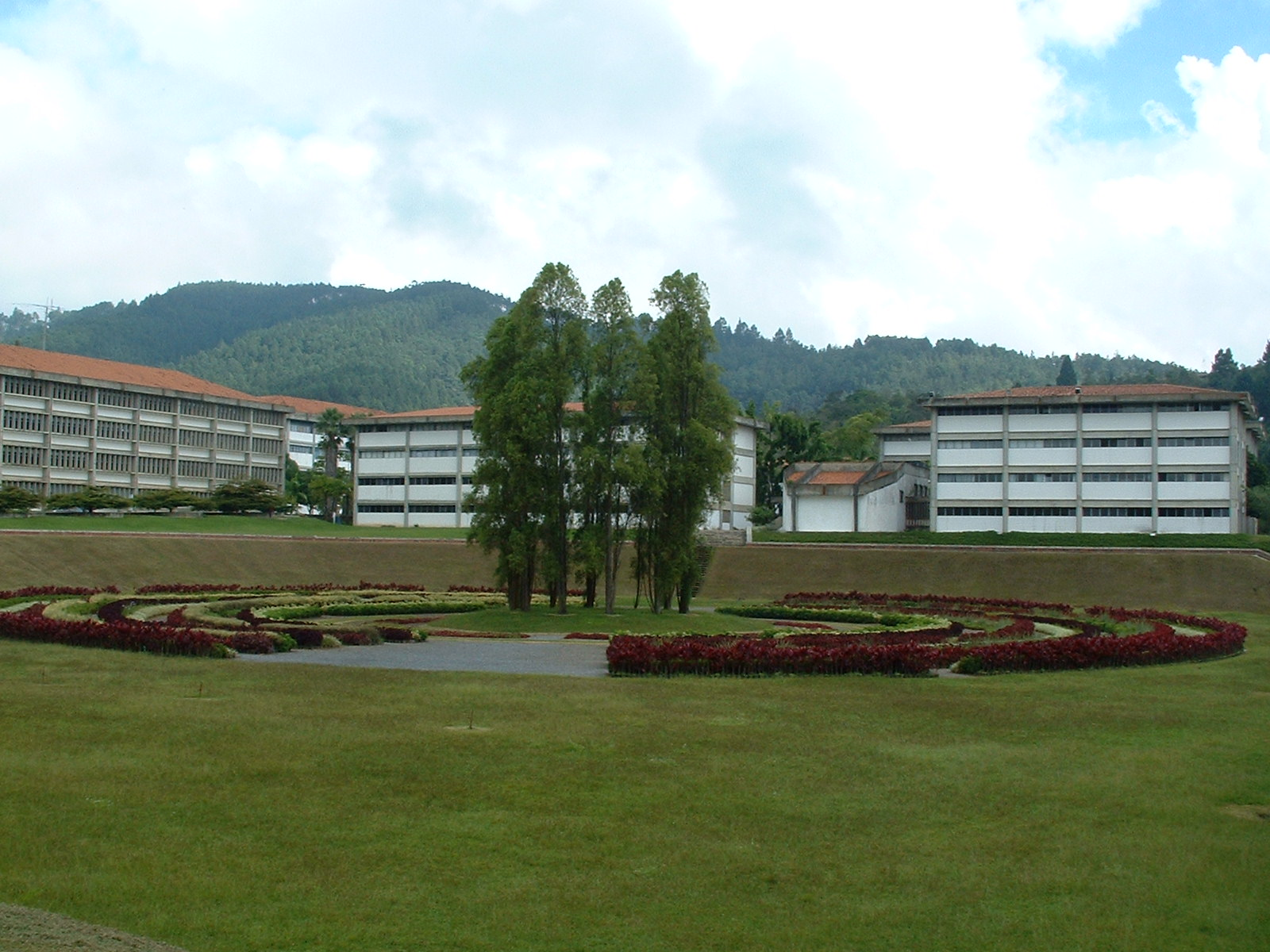
El Jardín Cromovegetal en septiembre del 2006

La idea fue concebida por el artista Carlos Cruz-Diez en 1991 cuando fue a la Universidad Simón Bolívar a inspeccionar el lugar de la entrada de la biblioteca en el cual sería ubicada su obra Physichromie, adquirida por la universidad para decorar la recién inaugurada biblioteca. Cuando el artista pasa al lado de la biblioteca ve un enorme terreno vacío y se le ocurre ubicar una obra parecida a las ya hechas en Marsella y Medellín.
Los arquitectos Milton Vázquez Rodríguez, Rosa María Guardía y la licenciada Carmen Navarro de Niño, que en ese momento lo recibieron, estuvieron entusiasmados por la idea y le facilitaron al artista los planos, fotografías y especificaciones del terreno para que pudiese diseñar su obra. 
El proyecto inicial del artista constaba de diferentes plantas de colores rojo, verde, amarillo y gris rodeadas por caminerías y dispuestas en forma concéntrica con espejos de agua, y en el centro habría cuatro estructuras de concreto de 14 metros de alto alineadas con los cuatro puntos cardinales. En 1989 este proyecto que tenía para esa fecha un costo de 5 millones de bolívares; dicho costo fue donado a la universidad por el artista.
En enero de 1991 el proyecto fue aceptado formalmente por la universidad y se le realizaron cambios como la sustitución de las cuatro estructuras por 12 cipreses y la creación de un espacio de meditación en el centro de estos. En agosto de 1991 se iniciaron los trabajos de movimiento de tierras financiados por el Ministerio de Desarrollo Urbano y la siembra de la margarita rastrera Wedelia Trilobata por la Asociación de Amigos de la Universidad Simón Bolívar. El laberinto fue inaugurado en 1995.
Desde el año 2016 se realizan actividades de recuperación del Laberinto Cromovegetal, siendo la primera el 16 de abril de 2016 en un evento llamado "Un día por la Simón" . El segundo se realizó el 24 de noviembre de 2017, para ello los estudiantes de Licenciatura en Urbanismo contactaron a Carlos Cruz-Diez en videoconferencia para asesoramiento en la recuperación y desmalezamiento de la obra. En ambos eventos se tuvo una asistencia tanto de estudiantes, profesores, obreros y egresados.